# De uskyldige
De Uskyldige (español: Los Inocentes) es una película de horror psicológico de suspense sobrenatural de fantasía oscura noruega escrita y dirigida por Eskil Vogt de 2021. La película se estrenó en la sección Un Certain Regard del 74º Festival de Cine de Cannes el 11 de julio de 2021.Cuatro niños se hacen amigos durante las vacaciones de verano y, fuera de la vista de los adultos, descubren que tienen poderes ocultos. Mientras exploran sus nuevas habilidades en los bosques y parques infantiles cercanos, su juego inocente toma un giro oscuro y empiezan a suceder cosas extrañas.

## Trama
La joven solitaria Ida y su hermana mayor Anna se han mudado a un apartamento con sus padres. Anna tiene autismo no verbal , por lo que Ida tiene que hacerse responsable de ella. Un día, Ida conoce a Ben y los dos entablan una amistad. Ben le muestra a Ida que es capaz de mover objetos pequeños y livianos con telequinesis .
Se le pide a Ida que lleve a Anna al patio de recreo y la deja allí para que se vaya a jugar con Ben. Juegan al fútbol hasta que un matón les quita la pelota. Ben recoge un gato que ha visto en el bosque y los dos lo dejan caer desde lo alto de las escaleras del complejo de apartamentos. Encuentran al gato vivo, pero Ben lo mata aplastándole el cráneo con el pie. Cuando Ida va a buscar a Anna, ella no está en el columpio donde Ida la dejó. Ida descubre a Anna jugando con Aisha, otra niña del complejo de apartamentos. Aisha demuestra que puede comunicarse con Anna mediante telepatía . Más tarde se revela que Anna puede mover objetos con telekenesis, pero Ida descubre que los poderes son más fuertes cuando los tres niños están juntos y que ella es la única hija del grupo sin poderes sobrenaturales.
Los niños practican sus poderes y los fortalecen y Anna comienza a pronunciar palabras verbalmente. Mientras envía mensajes mentales, Ben se enoja con el mensaje "Ben es un idiota" y la posterior risa de Aisha. Derriba a Aisha telequinéticamente y Anna interviene. En la batalla mental, Anna resulta herida por un trozo de madera alojado en su pierna. En casa, Ben es regañado por su madre y la deja inconsciente con una sartén usando sus poderes. Más tarde se despierta y le dice que pida ayuda. En una escena posterior, su cuerpo permanece en la cocina con el rostro cubierto con una toalla.
Usando sus poderes, Ben puede "buscar" a otras personas e influir en ellas para que hagan lo que él quiere. Mientras está en trance, le ordena a un vecino que mate a su matón. Después de contarle a Ida sobre este poder mientras jugaba en el bosque, ella lo anima a demostrarlo controlándola. Lo hace haciéndola subir a un frigorífico; Cuando se rompe el hechizo, ella dice que vio una serpiente que en realidad era la rama de un árbol. Ben dice que solo quería que ella se subiera al refrigerador, por lo que ver la serpiente es una imagen que creó la mente de Ida. Le muestra a Ida que puede romper la ramita grande y luego le rompe la pierna a un niño en el patio de recreo. Aisha se siente atraída hacia afuera por esto y le dice a Ben que se detenga. Él le arroja una piedra usando sus poderes y luego la ataca aparentemente forzando su garganta a cerrarse. Ida empuja físicamente a Ben y el hechizo se rompe. Anna y Aisha deciden detener a Ben porque saben que las lastimará. Pero esa noche Ben usa sus poderes para influir en la madre de Aisha para que la mate con un cuchillo.
Un extraño sigue a Ida, Anna y su padre, sugiriendo que Ben lo está usando para intentar matarlos. El extraño intenta entrar al complejo de apartamentos detrás de ellos, pero no puede entrar. Más tarde, Ida invita a Ben a jugar con un planeador de juguete y acuerdan ir a un lugar más alto para lanzarlo. En el paso elevado de la autopista donde mataron al matón, Ben sube para lanzar el planeador e Ida avanza para empujarlo. Una mujer en bicicleta le grita a Ben que se baje, pero Ida lo empuja por encima de la pared. Ben cae sobre un área cubierta de hierba al lado de la carretera y parece estar en trance. Ida sale corriendo, pero se da cuenta de que está bajo el control de Ben cuando su entorno se vuelve oscuro y ve la serpiente nuevamente. Corre hacia la carretera y se rompe una pierna cuando la atropella un coche; Ben simultáneamente se despierta gritando.
De regreso a casa, Ida teme que Ben use a su madre como represalia, por lo que se encierra en el baño. Su madre sale del apartamento para ir a la tienda. Cuando Ida sale del baño, Anna también se ha ido. Anna salió, donde ella y Ben se enfrentan al otro lado de un gran estanque. Afectan su entorno con telequinesis y Ben domina a Anna, haciéndola caer. Ida pierde su muleta al intentar bajar las escaleras. Ella grita y explota su yeso, descubriendo que también tiene telequinesis. La batalla entre Anna y Ben se intensifica: los bebés lloran, los perros ladran, se forman olas. Ida se une a Anna mientras algunos de los niños cercanos comienzan a mirar desde el patio de juegos y los balcones de los apartamentos. Anna e Ida se toman de la mano y Ben se debilita visiblemente. Un columpio de metal se dobla y Ben se sienta en el columpio de neumáticos. Al final se produce una gran explosión de energía que hace que las cosas cercanas se caigan; al mismo tiempo, Ben muere por la explosión y su cuerpo queda inerte en el columpio. Los niños que estaban mirando regresan a sus juegos y a sus casas.
Ida y Anna regresan al apartamento. Su madre regresa e Ida le da un gran abrazo, mientras Anna juega con su pizarra. Luego, Anna hace una pausa, como si estuviera a punto de escribir algo, lo que sugiere que ella e Ida pueden controlar su autismo.

## Reparto
- Rakel Lenora Flottum como Ida
- Alva Brynsmo Ramstad como Anna
- Sam Ashraf como Ben
- Mina Yasmin Bremseth Asheim como Aisha